# Severac
Severac del Castèl (en francès Sévérac-le-Château) és un municipi francès, situat al departament de l'Avairon i a la regió d'Occitània.
Dins la comuna i a lo luòc de Sanch Eli [son'tsheli].

## Demografia
| 1962                                       | 1968  | 1975  | 1982  | 1990  | 1999  | 2006  |
| ------------------------------------------ | ----- | ----- | ----- | ----- | ----- | ----- |
| 3.093                                      | 3.031 | 2.931 | 2.774 | 2.486 | 2.458 | 2.409 |
| Des de 1962: població sense dobles comptes |       |       |       |       |       |       |

## Administració
| Període   | Identitat        | Partit        |
| --------- | ---------------- | ------------- |
| 1968-1977 | Raymond Viala    |               |
| 1994-2008 | Bernard Seillier | MPF           |
| 2008-     | Camille Galibert | Divers droite |